# Andrea Galliani
Andrea Galliani (ur. 6 stycznia 1988 w Desio) – włoski siatkarz, grający na pozycji przyjmującego. Od sezonu 2019/2020 występuje w drużynie Atlantide Pallavolo Brescia.

## Sukcesy klubowe
Liga Mistrzów:
- 2013

Puchar Challenge:
- 2019

## Sukcesy reprezentacyjne
Igrzyska Śródziemnomorskie:
- 2013